# Rolf
Rolf är både ett förnamn och ett svenskt efternamn, där användningen som förnamn är den ursprungliga. Mansnamnet Rolf, en kortform av det fornnordiska namnet Rodhulf som är sammansatt av orden hrodr, 'ära' och ulf som betyder 'varg'. Namnet är känt sedan vikingatiden genom Gånge-Rolf som erövrade Normandie år 911 och blev dess första hertig. Förklaringen att det skulle vara en kortform av Rudolf är troligtvis felaktig.
Äldsta belägg i Sverige är en runinskrift från 1000-talet på en sten i Forsheda i Småland. Rolf och Äskil reste denna sten efter Livsten, sin fader. Han föll i Skåne vid Gårdsstånga, och de förde honom till Finnheden.
Namnet var ett modenamn på 1940-talet men de senaste åren har endast någon enstaka pojke per år fått namnet som tilltalsnamn.
31 december 2014 fanns totalt 53 447 personer i Sverige med namnet Rolf, varav 28 165 med det som tilltalsnamn.
År 2003 fick 167 pojkar namnet, varav 1 fick det som tilltalsnamn.
Namnsdag: 27 augusti, delas med Raoul. I den finlandssvenska namnsdagslängden har Rolf namnsdag 6 mars sedan starten 1929, då en egen namnsdagskalender togs i bruk för finlandssvenskar, tillsammans med Rudolf.

## Rolf som efternamn
Följande antal personer var den 31 december 2021 folkbokförda i Sverige med efternamnet Rolf eller med liknande namn:
- Rolf 452
- Rolff 25
- Rolfe 2
- Rolph 2

Totalt blir detta 481 personer. 

### Personer med efternamnet Rolf eller med liknande namn
- Arne Rolff (1925–2008), militär
- Bruno Rolf (1884–1935), meteorolog
- Edit Rolf (1905–1934), skådespelare
- Ernst Rolf (1891–1932), revykung, sångare, skådespelare
- Filippa Rolf (1924–1978), poet och översättare
- Frederick Rolfe(1860–1913), engelsk författare, fotograf konstnär och excentriker
- Gueye Rolf (1902–1973), konstnär och kostymtecknare
- John Rolfe (omkring 1585–1622), engelsk utvandrare till Virginia (senare USA)
- Lars Rolf (1923–2001), konstnär
- Lill-Marie Blomberg Rolf (1923–1992), konstnär
- Martin Rolf (1872–1960), gåramålare, artistnamn för MartinRolf Johansson
- Maria Rolf (född 1970), sångerska
- Richard Rolf (född 1952), musiker
- Robert Allen Rolfe (1855–1921), engelsk botanist
- Sven-Erik Rolf (1917–1988), skådespelare
- Tom Rolf (1931–2014), svensk-amerikansk filmklippare
- Tutta Rolf (1907–1994), norsk-svensk sångerska, skådespelare, revyartist
- Wolfgang Rolff (född 1959), tysk fotbollsspelare och tränare

## Personer med förnamnet Rolf

### Forntida personer utan efternamn
- Gånge-Rolf, osäkert identifierad som Rollo (cirka 855–cirka 932), hertig av Normandie
- Rolf Krake (500-talet?), kung av Lejre i Danmark

### Övriga (urval)
- Rolf Bengtsson (1931–1976), skådespelare, komiker och sångare
- Rolf-Göran Bengtsson (född 1962), ryttare
- Rolf Billberg (1930–1966), jazzmusiker, saxofonist
- Rolf Björling (1928–1993), operasångare, tenor
- Rolf Botvid (1915–1998), skådespelare och manusförfattare
- Rolf Börjlind (född 1943), skådespelare, regissör och manusförfattare
- Rolf Carls (1885–1945), tysk sjömilitär, generalamiral
- Rolf Carlsten (1926–2015), regissör, artist och skådespelare
- Rolf Danneberg (född 1953), tysk friidrottare
- Rolf Edberg (1912–1997), författare och politiker
- Rolf Edberg (ishockeyspelare) (född 1950)
- Rolf Edling, (född 1943), svensk fäktare, bragdmedaljör, OS-guld 1976
- Rolf Ericson (1922–1997), jazzmusiker, trumpetare
- Rolf Feltscher (född 1990), schweizisk-venezuelansk fotbollsspelare
- Rolf Gohs (1933–2020), illustratör och serietecknare
- Rolf Hagel (född 1934), politiker, kommunist
- Rolf Hammar (född 1948), längdskidåkare, generalsekreterare för Vasaloppet
- Rolf Jonsson (1889–1931), gymnast, OS-guld i laggymnastik 1908
- Rolf Kauka (1917–2000), serieskapare och förlagsman
- Rolf Lassgård (född 1955), skådespelare
- Rolf Larsson (musiker) (1918–1991), jazzpianist, kompositör och arrangör
- Rolf Larsson (skådespelare) (1938–2001), skådespelare och regissör
- Rolf von Nauckhoff (1909–1966), svensk-tysk skådespelare och tecknare
- Rolf Peterson (född 1944), kanotist, OS-guld 1964, OS-silver 1972, bragdmedaljör
- Rolf Ridderwall (född 1958), ishockeymålvakt
- Rolf Rämgård (född 1934), längdåkare och politiker, centerpartist
- Rolf Sele (född 1967), liechtensteinsk fotbollsspelare
- Rolf Sersam (född 1946), pianist och kompositör
- Rolf Skoglund (1940–2022), skådespelare
- Rolf Sohlman (född 1954), skådespelare, regissör, producent och manusförfattare
- Rolf R:son Sohlman (1900–1967), diplomat, ambassadör
- Rolf Steffenburg (1886–1982), svensk kappseglare, OS-guld 1920
- Rolf Tibblin (född 1937), motocrossförare
- Rolv Wesenlund (1937–2013), norsk komiker, skådespelare, sångare och debattör
- Rolf Wikström (född 1949), bluessångare, gitarrist och låtskrivare
- Rolf Wirtén (1931–2023), ämbetsman och politiker, statsråd, folkpartist